# Franske og indianske krig
Den franske og indianske krig er navnet på en niårig konflikt der varede fra 1754–1763 i Nordamerika mellem Storbritannien med sine kolonier og allierede blandt de oprindelige amerikanere (primært Irokserne) mod Frankrig samt dets kolonier og dets allierede blandt de oprindelige amerikanere (primært Algonqin og Huron). Krigen var én af mange knyttet til Syvårskrigen

## Baggrund
Den fransk-indianske krig var den sidste af fire større kolonikrige mellem Storbritannien og Frankrig. Modsat de tidligere krige begyndte denne på amerikansk grund og spredte sig siden hen til Europa. Storbritanniens officielle krigserklæring kom i 1756, hvilket kom til at markere starten på Syvårskrigen. Med handelsposter og forter gjorde både Storbritannien og Frankrig krav på enorme landområder mellem Appalachianerne og Mississippifloden, fra de Store søer i nord til den Mexicanske Golf i syd. De britiske krav grundede sig i kongelige privilegier, og på at Nordamerika ikke havde nogen fast defineret vestgrænse. De franske krav byggede på La Salles krav på hele Mississippidalen på vegne af den franske konge. I midten af det 18. århundrede var befolkningstallet i de britiske kolonier blevet så stort, at man måtte tage nyt land i brug. Britiske kolonister var derfor begyndt at trænge ind i den franske Ohiodal. Det franske koloniområde Nouvelle France var langt større end det britiske, men også langt tyndere befolket. Franskmændene havde dog opført en række forter og havde efterhånden helt omringet det britiske områder. Ekspansion var således umulig uden at tage land, som Frankrig ellers gjorde krav på.
Begge europæiske magter ignorerede totalt de oprindelige indbyggeres krav på landet.[kilde mangler] Kolonisterne nærede desuden mistro til modparten af religiøse grunde; i de primært protestantiske, britiske kolonier frygtede man katolsk dominans, mens man i Ny Frankrig frygtede britisk forfølgelse af katolikker[kilde mangler]. Begge kolonimagter ønskede desuden at kontrollere de rige fiskebanker ud for Newfoundland[kilde mangler]. Det eneste territorium, Frankrig fik lov til at beholde af Ny Frankrig, var øerne Saint Pierre og Miquelon, som har sikret fransk adgang til fiskeriet indtil i dag. Storbritannien annekterede Canada og Florida, mens Spanien modtog Louisiana-territoriet som kompensation for tabet af Florida. Frankrig beholdt desuden øerne Guadeloupe og Martinique i Karibien, men mistede resten af sine amerikanske kolonier.

## Krigen
Ohiodalen mellem 1753 og 1758 og Braddocks vej fra Virginia til Fort Duquesne.
En stor del af kampene fandt sted i det britiske bagland, og briterne var helt frem til 1758 trængt af franskmændene og deres allierede. Først da irokeserne kom over på britisk side, blev franskmændene presset tilbage. Briterne foretog herefter flere fremstød i Ohiodalen, men det lykkedes først at erobre det vigtige Fort Duquesne i 1759. Herefter rykkede briterne mod St. Lawrence og tog kontrollen over størsteparten af Ny Frankrig. I 1759 faldt Ny Frankrigs hovedstad Québec by og i 1760 Montreal. Indtil fredsafslutningen i 1763 var der kun sporadiske kamphandlinger. Under krigen støttede flere amerikanske nationer franskmændene. Efter det franske nederlag blev de enten nedkæmpet eller tvunget længere mod vest væk fra deres hjemlande af briterne.

### Startskuddet
I løbet af 1700-tallet var hele den østlige del af Nordamerika, fra Atlanterhavet til Mississippi-floden, domineret af Storbritannien og Frankrig. Briterne besad de østligste kystområder og Hudson Bay, mens Frankrig besad de to vigtigste vandveje på hele kontinentet, floden Saint Lawrence med forbindelse til de Store Søer og Mississippifloden. Området blev kaldt Nouvelle France (Ny Frankrig), men hovedparten af indbyggerne var stadig oprindelige amerikanere. Hovedårsagen til, at krigen fik et så stort omfang i Nordamerika, var pladsforholdene. I midten af det 18. årh. var befolkningspresset i de britiske kolonier blevet så stort, at kolonister i deres søgen efter ny jord efterhånden trængte over Alleghennybjergene ind i Ohiodalen, som Frankrig ellers betragtede som sit land, og der opstod hyppigt spændinger her. Den første militære træfning fandt sted tæt ved Fort Duquesne, det nuværende Pittsburgh, den 27. maj 1754, da et kompagni under ledelse af major George Washington, dengang 21 år gammel, stødte på et fransk kontingent. Under den efterfølgende kamp blev den franske kommandant Joseph Coulon de Jumonville dræbt, hvilket fremprovokerede en kraftig fransk reaktion. De forsøg, briterne indtil 1755 gjorde på at opføre egne forter eller erobre de franske, slog alle fejl.
Begge parter vidste nu, at det næste skridt ville være åben krig[kilde mangler]. I følge datidens opfattelse hørte begivenhederne indtil nu ikke under betegnelsen krig, men var blot to kolonimagters uafklarede grænsekonflikter langt væk fra moderlandene. Hele det 18. århundrede havde været præget af en række krige på det europæiske kontinent, og disse krige blev efterhånden ført med større intensitet ude i kolonierne. Denne udvikling kulminerede i Syvårskrigen, da størstedelen af den britiske flåde befandt sig udenfor europæisk farvand. Krigen i kolonierne havde nu fået så stor betydning, at denne krig i moderne tid er blevet kaldt Den første verdenskrig. Briterne kunne koncentrere deres styrker udenfor Europa, mens Frankrig måtte kæmpe både hjemme og i sine kolonier. Denne fordel lagde på langt sigt grunden til den endelige britiske sejr[kilde mangler].
Allerede fra begyndelsen indså de franske officerer i Amerika, at de i det lange løb næppe kunne vinde krigen over de langt mere ressourcestærke briter[kilde mangler]. Men blot fordi ens land eventuelt tabte, behøvede man ikke at tabe personligt, så overfald på militære forposter og plyndring af forsyninger og gårde blev franskmændenes vigtigste våben. Dette var både et forsøg på at forbedre ens egen økonomi, samtidigt med at man ødelagde modpartens. Under disse kampe benyttede franskmændene gerne deres First Nations allieredes kampteknikker, selvom det stred imod deres egne principper om civiliseret krig. En krig bestod ifølge den almindelige europæiske opfattelse af en række ærefulde, åbne slag mellem to regulære hære, men de store tætte amerikanske skove besværliggjorde traditionel europæisk krigsførelse. Men franskmændene havde også opdaget, at antallet af dræbte blandt civilbefolkningen havde langt større betydning end antallet af dræbte soldater; en død soldat havde nemlig i praksis ingen betydning for økonomien, da han i forvejen var blevet soldat pga. et overskud i produktionen. Ødelæggelsen af landbrugsenheder og hele familier betød derimod produktionsnedgang. Denne form for krig var en nyskabelse for de europæiske officerer; begrebet guerillakrig opstod først i forbindelse med Napoleonskrigene, men grundlaget blev skabt i Nordamerika.

### Franske successer
I sommeren 1755 indledte briterne et fremstød ind på det franske område, og under ledelse af general Braddock gjorde de et første forsøg på at erobre Fort Duquesne. Denne hær bestod af 1.300 mand, og var udstyret med tunge belejringskanoner og anden udrustning. Da der dengang ikke fandtes nogen veje fra Virginia, hvor hæren blev samlet, til Fort Duquesne måtte man selv rydde én. Afstanden var 175-180 km, og gennemsnitligt rykkede hele hæren 5,5 km frem om dagen, til sammenligning var hele trænet 6 km langt. Selve angrebet endte i en katastrofe for briterne, og over halvdelen af soldaterne faldt.
I 1756 så situationen alt andet end lys ud for briterne; franske tropper hærgede i baglandet, mens den britiske hær ingen vegne kom. Den 13. august det år havde franskmændene erobret Fort Oswego ved Ontariosøen, og efterfølgende blev de besejrede britiske tropper, som var på vej væk, overfaldet og massakreret af algonkinkrigere. Året efter den 9. august fandt der en endnu større massakre sted ved Fort William Henry. Den britiske garnison, der ellers var blevet lovet fri afmarch, efter at fortet var blevet indtaget, blev overfaldet af de algonkinkrigere, som havde deltaget i belejringen. Årsagen var sandsynligvis skuffelse over, at blive snydt for en indbringende plyndring af de overvundne fjender[kilde mangler].
Vendepunktet for briterne kom i 1758, da de først indgik en alliance med den irokesiske føderation, og da de i forvejen knappe ressourcer i Canada blev endnu mere knappe, fordi en stor fransk forsyningsflåde blevet ødelagt ud for Rochefort i april 1757. I juli 1758 blev den vigtige fæstning Louisbourg erobret, hvilket betød, at forsyningsvejen til de franske kerneområder nu var lukket. De franske tropper blev herefter trængt tilbage, og i sommeren 1759 sejlede en engelsk flåde op ad Saint Lawrencefloden for at indlede en belejring af Québec by. Den faldt 18. september, og i løbet af det følgende år tog briterne kontrollen i det øvrige Canada.

### Afslutning
Efter at Québec by og Montreal (1760) var blevet erobret af briterne, ebbede kamphandlingerne ud i Nordamerika. De amerikanske folkeslag, som havde støttet franskmændene, blev nu nedkæmpet eller fordrevet af de britiske sejrherrer, og i 1763 udbrød en ny krig mellem briterne og flere amerikanske nationer.
Krigen blev officielt afsluttet med Freden i Paris, 10. februar 1763, som betød, at Frankrig måtte overdrage næsten alle sine besiddelser i Nordamerika til Storbritannien og Spanien, pånær småøerne Saint-Pierre og Miquelon nær fiskebankerne ved Newfoundland. Frankrig beholdt i stedet de karibiske øer Guadeloupe og Martinique, der dog pga. sukkerproduktionen havde en større økonomisk betydning end hele Canada[kilde mangler].
Med erobringen af det franske Canada blev omtrent 60.000 fransktalende katolikker indbyggere i det britiske imperium. Tidligt i krigen var franske bosættere i kolonien Acadia blevet fordrevet af briterne, hvoraf nogle var rejst til Louisiana og havde der lagt grunden til den lokale cajunbefolkning. Da der nu var indgået fred, ønskede briterne hurtigt at få fuld kontrol over deres nye hårdttilkæmpede koloni, og derfor lovede de indrømmelser til de nyligt undertvungne indbyggere. Dette løfte blev holdt i form af Québecloven i 1774, som sikrede koloniens indbyggere visse religiøse og kulturelle privilegier.

## De oprindelige amerikaneres rolle
Traditionelt er denne krig udelukkende blevet beskrevet ud fra et europæisk synspunkt, og den oprindelige befolknings betydning er derfor i høj grad blevet negligeret. Her har europæerne været dem, der bragte civilisationen til et nærmest jomfrueligt land, hvor der ellers kun levede nogle vilde indianere, som europæerne så kunne bruge efter forgodtbefindende. Langt størstedelen af kilderne til historien om denne krig er dog af europæisk oprindelse, og de indfødtes oplevelser er derfor vanskelige at beskrive.
De oprindelige amerikanere var langtfra nogen ensartet gruppe og havde sjældent de samme interesser. De folkeslag, der beboede området ved de store søer og New England, var delt i to sproggrupper: irokesisk og algonkin, som kun sjældent stod på venskabelig fod. Irokeserne var agerbrugere og var indvandret i området kort tid før europæernes ankomst. Fem irokesiske stammer var forenet i en konføderation. Algonkin var fortrinsvis jægere, men nogle dyrkede også landbrug. Algonkin knyttede sig specielt til franskmændene, især gennem pelshandel, men der forekom også flere blandede ægteskaber. Katolske jesuitter missionerede blandt både algonkin og irokeserne, som ellers normalt var mest knyttet til briterne.
Umiddelbart havde de oprindelige amerikanere ingen interesse i at deltage i europæernes krig, men løfter om plyndring lokkede, og samtidig kunne det på længere sigt være til stammens bedste, hvis kolonisterne blev trængt længere mod øst[kilde mangler]. De, som ernærede sig som pelsjægere, havde dog stor interesse i at opretholde et venskabeligt bånd til de europæiske pelshandlere, der købte deres varer. Mange stammer var blevet økonomisk afhængige af pelshandel. For at kunne købe geværer og krudt måtte de sælge skind, hvilket dog ikke betød, at de var politisk afhængige. I perioden 1755-58 fik briterne kun meget begrænset hjælp af irokeserne. Et stærkt fransk pres havde tilsyneladende splittet den irokesiske føderation, kun mohawk støttede dem. Dette behøver dog ikke at være et tegn på frafald fra det øvrige irokesiske samfunds side, men mere som udtryk for en strategi om at svække europæerne mest muligt. Efter 1758 var forbundet lige så stærkt som hidtil.
Krigen var altså ikke kun europæernes konflikt, idet en meget stor del af de deltagende tropper var indfødte, som i høj grad kæmpede for deres eget folks sag. De var selvstændige aktører, der krævede betaling for deres hjælp, og som derfor kunne reagere med grusomhed, hvis de følte sig snydt for deres andel af plyndringerne. Briterne måtte føre lange forhandlinger med irokeserforbundet, før de kunne regne dem som deres allierede. Europæerne var afhængige af den oprindelige befolkning, da de vidste, hvordan man førte krig i et kontinent, som stadig mest bestod af urskov. Derfor søgte europæerne at inddrage dem i deres egne krige, men de oprindelige folk forsøgte ved hjælp af diplomati at sikre deres egen stilling. Irokeserne og algonkin var selvstændige nationer, der handlede på lige fod med europæerne, og som aktivt søgte at indrette sig mest fordelagtigt sammen i relation til hinanden og til europæerne.

## Grunde til Frankrigs nederlag
Merkantilismen, som lagde vægt på en øget eksport, fik kun langsomt indflydelse på den franske økonomi; det betød, at Frankrig i modsætning til kolonimagterne Storbritannien og Nederlandene fik større og større problemer med at finansiere sin krigsførelse i det 17. årh. og 18. årh. Storbritannien og Nederlandene kunne derimod dække deres tab vha. indtægter fra de oversøiske kolonier. Frankrig mistede gradvis, på trods af sin store hær, fodfæste overfor briterne, da landet ikke kunne bære omkostninger af en langvarig kolonikrig, og både hær og flåde måtte holdes nær moderlandet for ikke at miste fodfæstet der også.[kilde mangler]
| Årstal | Dato                                              | Begivenhed                                                                                     | Sted                                                                                          |
| ------ | ------------------------------------------------- | ---------------------------------------------------------------------------------------------- | --------------------------------------------------------------------------------------------- |
| 1754   | 28. maj 3. juli                                   | Slaget ved Jumonville Glen Slaget om Fort Necessity                                            | Uniontown, Pennsylvania Uniontown, Pennsylvania                                               |
| 1755   | 29. maj – 9 juli 3.-16. juni 9. juli 8. september | Braddocks ekspedition Slaget ved Fort Beauséjour Slaget ved Monongahela Slaget ved Lake George | Vestlige Pennsylvania Sackville, New Brunswick Pittsburgh, Pennsylvania Lake George, New York |
| 1756   | 10. 14.august 8. september                        | Slaget ved Fort Oswego Kittanning ekspedition                                                  | Oswego, New York Vestlige Pennsylvania                                                        |
| 1757   | 2.-6. august                                      | Slaget ved Fort William Henry                                                                  | Lake George, New York                                                                         |
| 1758   | 7-8. juli 14. september 12. oktober               | Fort Ticonderoga) Slaget ved Fort Duquesne Slaget ved Fort Ligonier                            | Ticonderoga, New York Pittsburgh, Pennsylvania Western Pennsylvania                           |
| 1759   | juli 6 - 26. 31. juli 31 September 13             | Slaget ved Ticonderoga (1759) Slaget ved Fort Niagara Slaget ved Beauport Slaget om Quebéc     | Ticonderoga, New York Fort Niagara, New York Québec by                                        |
| 1760   | 28. april 16 - 24. august                         | Slaget ved Sainte-Foy Slaget om "the Thousand Islands"                                         | Québec by Ogdensburg, New York                                                                |
| 1762   |                                                   | Signal Hill, Newfoundland                                                                      | St. John's, Newfoundland                                                                      |
| 1763   | 10. februar                                       | Freden i Paris                                                                                 | Paris, Frankrig                                                                               |

## Efterspil
Storbritannien fik kontrol over hele den østlige del af Nordamerika, og det betød, at den mest akutte trussel, i form af fransk-indianske angreb på nybyggerne, forsvandt. Det betød samtidigt, at indbyggerne i de amerikanske kolonier ikke behøvede briternes beskyttelse, men i stedet kunne arbejde for selvstændighed og for selv at beholde overskuddet fra koloniernes produktion. Allerede i 1760’erne brød de første uroligheder ud, og i 1775 brød den Amerikanske uafhængighedskrig ud.

### Berømte deltagere
- George Washington – amerikansk frihedshelt, der som ung led sit første og sidste nederlag 4. juli 1754.
- James Cook – engelsk opdagelsesrejsende, var navigatør på den flåde, der transporterede den britiske flåde på den vanskelige sejlads frem mod Québec.
- Louis Antoine de Bougainville – fransk opdagelsesrejsende, var adjudant for general Montcalm.

### Fransk-indianske krig i fiktion
I romanen, Den sidste mohikaner (1826), skrevet af James Fenimore Cooper, forekommer referencer til begivenheder i krigen, særligt slaget ved Fort Ticonderoga har en fremtrædende plads.

## Konfliktens navn
Denne konflikt er kendt under flere forskellige navne. I det britisk dominerede Nordamerika fik krige gerne navn efter den siddende monark, men i 1740 havde der allerede været en King George's War. Kolonisterne opkaldte derfor krigen efter deres modstandere, derved kom den til at hedde French and Indian War, Dette er fortsat det almindelige navn i USA, selvom det slører for det faktum, at oprindelige amerikanere kæmpede på begge sider. Historikere i USA bruger derfor hellere det traditionelle europæiske navn Syvårskrigen, eller de mindre brugte Fourth Intercolonial War og Great War for the Empire.
I Storbritannien og Frankrig bruges der normalt ikke et specielt navn om krigsskuepladsen i Nordamerika under Syvårskrigen, hele krigen kendes derfor som Seven Years' War/Guerre de sept ans i de to lande. De syv refererer specifikt til begivenhederne i Europa, fra det tidspunkt hvor den officielle krigserklæring blev afgivet til indgåelsen af fredstraktaterne i 1763. Det tidsrum korresponderer ikke med de faktiske kamphandlinger i Nordamerika, som reelt strakte sig over seks år fra 1754 til 1760. I Canada bruges udover Syvårskrigen og betegnelsen Erobringskrigen (War of the Conquest/Guerre de la Conquête), da det var i denne krig Ny Frankrig blev erobret og blev en del af det Britiske Imperium.